# Emil-Berlanda-Preis
Der Emil-Berlanda-Preis, nach dem Komponisten Emil Berlanda (1905–1960) benannt, wurde von 1981 bis 2011 als Musikpreis von der Stadt Innsbruck vergeben.
Der Preis wurde als Tiroler Landespreis an Persönlichkeiten für besondere Verdienste um die zeitgenössischer Musik verliehen. Er wurde von der Witwe Magdalena Berlanda auf Anregung von Othmar Costa gestiftet. Der Preis wurde alle zwei Jahre vergeben und war zuletzt mit 5.100,00 Euro dotiert. Der Preis wurde im Zuge von Diskussionen zum Namensgeber und seiner NS-Vergangenheit beendet. Der Preis wird neutral als Preis für zeitgenössische Musik fortgesetzt.

## Preisträger
- 1981 Peter Lefor
- 1982 Innsbrucker Streichquartett: Brigitte Themessl, Lydia Noeva, Helmut Leisz, Klaus Hasslwanter
- 1985 Martin Mumelter
- 1989 Doris Rainer-Linser
- 1992 Gunter Schneider
- 1995 Wolfgang Mitterer
- 1998 Thomas Larcher
- 1999 Florian Bramböck
- 2001 ticom – Tiroler Ensemble für Neue Musik, Günther Zechberger
- 2003 Karl Fischer
- 2005 Christoph Dienz
- 2007 Hans Platzgumer
- 2009 Johannes Maria Staud
- 2011 Manuela Kerer[3][4]